# François Verronnais
François Verronnais (1792-1879) est un auteur et imprimeur français. Franc-maçon, il est l'auteur de plusieurs ouvrages sur la vie des Armées et la vie locale.

## Biographie
Fils de l'imprimeur Louis Verronnais, François Verronnais naît le 3 mars 1792, à Metz, en Lorraine. Il perd son père en 1812. En 1819, François travaille avec sa mère à l'imprimerie, située alors place d'Armes. Il reprend à son compte l'imprimerie le 22 août 1821. 
À partir de 1826, François Verronnais édite le Messager boiteux du département de la Moselle. Il installe la librairie dans la rue des Jardins, non loin de l’ancienne imprimerie et devient l'imprimeur le plus important du département, en se spécialisant dans les publications militaires. Il est ainsi l'auteur de nombreux ouvrages sur la vie des armées, publiant notamment l'« Almanach des militaires français » à partir de 1850. Si les ouvrages militaires dominent sa production, il imprime aussi beaucoup de publications administratives et des publications sur la vie locale, à la facture soignée.
Le 30 novembre 1854, son fils Jules Verronnais lui succède et reprend l'imprimerie. François Verronnais publie encore sporadiquement, notamment un « Guide de l'étranger dans les environs de Metz » en 1861. 
François Verronnais décéda en 1879 à Scy-Chazelles.

## Publications
- Guide de l'étranger dans les environs de Metz, publié par F. Verronnais père,... (1861)
- Almanach des militaires français pour l'année 1855 ou Passe-temps de garnison (1855)
- Manuel des sous-officiers et caporaux, à l'usage des bataillons de chasseurs à pied. 2e édition (1854)
- Vie militaire de Michel Ney, maréchal de l'Empire (1853)
- Carte de l'Arrondissement de Thionville. Moselle (1852)
- Supplément à la Statistique historique, industrielle et commerciale du département de la Moselle (1844)
- Manuel des sous-officiers et caporaux des corps d'infanterie... (1850)
- Manuel des sous-officiers et caporaux des corps d'infanterie... (1849)
- Manuel des sous-officiers et caporaux des corps d'infanterie... (1848)
- Manuel des sous-officiers et caporaux, à l'usage des chasseurs d'Orléans... (1846)
- Manuel des sous-officiers et caporaux des corps d'infanterie... (1846)
- Carte du département de la Moselle divisée en 4 arrondissements & 27 cantons (1844)
- Plan de la ville de Metz (1844)
- Statistique historique, industrielle et commerciale... de la Moselle, contenant les villes, bourgs... (1844)
- Manuel des sous-officiers et caporaux des corps d'infanterie... (1843)
- Notice nécrologique sur le Bon G.-J.-B. Dufour, pair de France,... décédé maire de Metz, le 10 mars 1842... (1843)
- Manuel des sous-officiers et caporaux des corps d'infanterie... (1841)
- Manuel des sous-officiers et caporaux des corps d'infanterie...
- Souvenirs des victoires et conquêtes des armées françaises depuis 1792 jusqu'en 1835... (1835)
- Plan de Metz avec l'indication des établissements publics renfermés dans l'enceinte des fortifications(1834)
- Projet d'ordonnance pour régler le service dans les places et dans les quartiers... (1825)
- Supplément aux épreuves des caractères, vignettes et fleurons de l'imprimerie de Verronnais... (1824)